# تل عين شريف
تل عين شريف موقع أثري يقع على بعد 4 كيلومتر (2.5 ميل) شمال غرب رياق في محافظة البقاع، لبنان. يعود تاريخه إلى العصر النحاسي.